# Nutan
Nutan Bahl (Nutan Samarth; 4 de junio de 1936 – 21 de febrero de 1991), más conocida como Nutan, fue una actriz de cine india. En una carrera que se prolongó cerca de cuatro décadas, la actriz apareció en más de 70 películas hindi, muchas de ellas en papeles protagónicos. Reconocida como una de las mejores actrices en la historia de la industria del cine indio, se destacó por interpretar papeles poco convencionales y sus actuaciones a menudo fueron blanco de elogios y reconocimientos.
Nutan ostenta el récord de cinco victorias en la categoría de mejor actriz en los Premios Filmfare, que le perteneció durante más de 30 años hasta que fue igualada por su sobrina Kajol en 2011. En 1974 fue condecorada con el galardón Padma Shri entregado por el Gobierno de la India.

## Biografía

### Primeros años
Nutan nació en el seno de una familia marathi el 4 de junio de 1936 como la mayor entre cuatro hijos del director y poeta Kumarsen Samarth y de su esposa, la actriz Shobhna. En su infancia tuvo que sufrir los insultos de algunos de sus compañeros de estudios, que la consideraban fea y demasiado delgada. Sus padres se separaron antes del nacimiento de su hermano pequeño, Jaideep. Nutan recibió su educación en el Convento de St. Joseph antes de trasladarse a Suiza para culminar sus estudios en 1953. Fue enviada allí a instancias de su madre después de que sus películas no funcionaron bien. Ella describió el año pasado en el país europeo como el más feliz de su vida.

### Carrera
Hija de la actriz Shobhna Samarth, Nutan inició su carrera cuando apenas tenía catorce años en la película de 1950 Hamari Beti, dirigida por su madre. A partir de entonces su presencia se hizo popular en el cine indio, apareciendo en dos películas en 1951, Nagina y Humlog. Su papel en el filme Seema (1955) le valió amplio reconocimiento y la obtención de un Premio Filmfare en la categoría de mejor actriz. Continuó interpretando roles principales hasta finales de la década de 1970 y ganó el mismo premio en otras cuatro ocasiones por su actuación en los largometrajes Sujata (1959), Bandini (1963), Milan (1967) y Main Tulsi Tere Aangan Ki (1978). Otras de sus apariciones en este periodo incluyen Anari (1959), Chhalia (1960), Tere Ghar Ke Saamne (1963), Saraswatichandra (1968), Anuraag (1972) y Saudagar (1973).
En los años 1980, Nutan continuó trabajando hasta poco antes de su muerte. Durante esta época representó principalmente papeles maternales en películas como Saajan Ki Saheli (1981), Meri Jung (1985) y Naam (1986). Su desempeño en Meri Jung le valió ganar su sexto premio Filmfare, esta vez en la categoría de mejor actriz de reparto.

### Fallecimiento
A la actriz se le diagnosticó cáncer de mama y empezó a ser tratada en 1990. En febrero de 1991 fue internada en el Hospital Breach Candy de Bombay tras una recaída. En ese momento se encontraba filmando las películas Garajna y Insaniyat simultáneamente. Falleció el 21 de febrero de 1991. Su esposo Rajnish Bahl falleció en un incendio en su apartamento en el año 2004.

## Filmografía
| Año  | Título                    | Personaje               | Notas           |
| ---- | ------------------------- | ----------------------- | --------------- |
| 1950 | Hamari Beti               | Hija                    |                 |
| 1951 | Nagina                    |                         |                 |
| 1951 | Humlog                    |                         |                 |
| 1952 | Shisham                   |                         |                 |
| 1952 | Parbat                    |                         |                 |
| 1953 | Laila Majnu               | Laila                   |                 |
| 1954 | Shabaab                   |                         |                 |
| 1955 | Seema                     | Gauri                   |                 |
| 1956 | Heer                      | Heer                    |                 |
| 1957 | Baarish                   | Chanda                  |                 |
| 1957 | Paying Guest              | Shanti                  |                 |
| 1957 | Zindagi Ya Toofan         |                         |                 |
| 1958 | Chandan                   |                         |                 |
| 1958 | Dilli Ka Thug             | Asha                    |                 |
| 1958 | Kabhi Andhera Kabhi Ujala |                         |                 |
| 1958 | Sone Ki Chidiya           | Lakshmi                 |                 |
| 1958 | Aakhri Daao               |                         |                 |
| 1959 | Anari                     | Aarti Sohanlal          |                 |
| 1959 | Kanhaiya                  | Shanno                  |                 |
| 1959 | Sujata                    | Sujata                  |                 |
| 1960 | Basant                    |                         |                 |
| 1960 | Chhabili                  |                         |                 |
| 1960 | Chhalia                   | Shanti                  |                 |
| 1960 | Manzil                    | Pushpa                  |                 |
| 1962 | Soorat Aur Seerat         |                         |                 |
| 1963 | Bandini                   | Kalyani                 |                 |
| 1963 | Dil Hi To Hai             | Jameela                 |                 |
| 1963 | Tere Ghar Ke Samne        | Sulekha                 |                 |
| 1964 | Chandi Ki Deewar          |                         |                 |
| 1965 | Khandan                   | Radha                   |                 |
| 1965 | Rishte Naate              | Savitri                 |                 |
| 1966 | Chhota Bhai               |                         |                 |
| 1966 | Chilaka Gorinka           |                         | Película telugu |
| 1966 | Dil Ne Phir Yaad Kiya     | Ashoo, Shabnam          |                 |
| 1966 | Kalapi                    |                         |                 |
| 1967 | Dulhan Ek Raat Ki         | Nirmala                 |                 |
| 1967 | Laat Saheb                |                         |                 |
| 1967 | Milan                     | Radha                   |                 |
| 1968 | Gauri                     | Gauri                   |                 |
| 1968 | Saraswatichandra          | Kumud Sundari           |                 |
| 1969 | Bhai Bahen                | Mala                    |                 |
| 1970 | Maa Aur Mamta             | Maya                    |                 |
| 1970 | Devi                      | Devi                    |                 |
| 1970 | Maharaja                  |                         |                 |
| 1970 | Yaadgaar                  | Bhavna                  |                 |
| 1972 | Anuraag                   | Anu Rai                 |                 |
| 1972 | Grahan                    |                         |                 |
| 1973 | Saudagar                  | Mahjubhi                |                 |
| 1975 | Jogidas Khuman            |                         |                 |
| 1978 | Ek Baap Chhe Bete         |                         |                 |
| 1978 | Main Tulsi Tere Aangan Ki | Sanjukta Chouhan        |                 |
| 1978 | Saajan Bina Suhagan       | Asha Chopra             |                 |
| 1980 | Saajan Ki Saheli          | Kunti Kumar             |                 |
|      | Kasturi                   |                         |                 |
| 1982 | Jiyo Aur Jeene Do         |                         |                 |
| 1983 | Rishta Kagaz Ka           | Suman                   |                 |
| 1984 | Yeh Kaisa Farz            |                         |                 |
| 1985 | Yudh                      | Savitri Devi            |                 |
| 1985 | Paisa Yeh Paisa           | Laxmi                   |                 |
| 1985 | Meri Jung                 | Aarti Deepak Verma      |                 |
| 1986 | Sajna Sath Nibhana        | Shobha Rana             |                 |
| 1986 | Karma                     | Mrs Vishwa Pratap Singh |                 |
| 1986 | Naam                      | Jaanki Kapoor           |                 |
| 1988 | Main Tere Liye            |                         |                 |
| 1989 | Mujrim                    | Yashoda Bose            |                 |
| 1989 | Mujrim Hazir              |                         |                 |
| 1989 | Kanoon Apna Apna          | Lakshmi Singh           |                 |
| 1992 | Naseebwala                | Sharda                  |                 |